# 勞馬里烏帕齊拉
勞馬里乌帕齐拉是孟加拉国古里格拉姆縣的一个乌帕齐拉，位於朗布爾专区的古里格拉姆縣。。

## 人口
據1991年孟加拉國人口普查，勞馬里共有戶數26,065戶，人口137040人。其中男性佔比49.34%，女性佔比50.66%；成年人口63,884人。該地7歲以上人口之平均識字率為16.5%，高於全國平均值（32.4%）。